# Quito Open
Il Quito Open è stato un torneo di tennis facente parte del Grand Prix giocato dal 1979 al 1982 a Quito in Ecuador su campi in terra rossa.
Sempre a Quito, dal 2015 è stato organizzato l'Ecuador Open, un torneo maschile di tennis facente parte del circuito ATP World Tour 250.

## Albo d'oro

### Singolare
| Anno | Campione        | Finalista     | Punteggio      |
| ---- | --------------- | ------------- | -------------- |
| 1979 | Víctor Pecci    | José Higueras | 2–6, 6–4, 6–2  |
| 1980 | José Luis Clerc | Víctor Pecci  | 6–4, 1–6, 10–8 |
| 1981 | Eddie Dibbs     | David Carter  | 3–6, 6–0, 7–5  |
| 1982 | Andrés Gómez    | Loïc Courteau | 6–3, 6–4       |

### Doppio
| Anno | Campioni                               | Finalisti                      | Punteggio     |
| ---- | -------------------------------------- | ------------------------------ | ------------- |
| 1979 | Álvaro Fillol Jaime Fillol (1)         | Iván Molina Jairo Velasco, Sr. | 6–7, 6–3, 6–1 |
| 1980 | Hans Gildemeister (1) Andrés Gómez (1) | José Luis Clerc Belus Prajoux  | 6–3, 1–6, 6–4 |
| 1981 | Hans Gildemeister (2) Andrés Gómez (2) | David Carter Ricardo Ycaza     | 7–5, 6–3      |
| 1982 | Jaime Fillol (2) Pedro Rebolledo       | Egan Adams Rocky Royer         | 6–2, 6–3      |